# Ex-In
EX-IN, vom englischen Experienced Involvement, bedeutet sinngemäß Einbezug von Erfahrenen/Erfahrungswissen.
Die gleichnamige Weiterbildung wurde im Rahmen eines europäischen (EU und Assoziierte) Leonardo-Da Vinci Projekts 2005–2007 unter Einbezug von Fachleuten aus der Psychiatrie und Wissenschaft und Psychiatrieerfahrenen entwickelt. Sie basiert auf dem Ziel der Weltgesundheitsorganisation (WHO), die psychische Gesundheit im Generellen und die Autonomie von Menschen mit psychischen Erkrankungen im Spezifischen zu fördern.
Das EX-IN Modell (und somit auch die Ausbildung) basiert auf der Überzeugung, dass Menschen, die psychische Krisen durchlebt haben, diese persönlichen Erfahrungen nutzen können, um andere Menschen in ähnlichen Situationen zu verstehen und zu unterstützen. Auf dieser Grundlage wurde ein europaweit gültiges Ausbildungsprogramm (Curriculum) entwickelt.
In zwölf Modulen setzen sich die Teilnehmenden intensiv mit relevanten Themen auseinander und werden hierbei durch ein Moderatorenteam unterstützt. Die Teilnehmenden formen aus ihren individuellen Erfahrungen, dem "Ich-Wissen", durch kontinuierlichen Austausch und Reflexion in der Gruppe eine gemeinsame Sicht, das "Wir-Wissen", die durch Vielfalt einerseits und Konsens andererseits geprägt ist. Während der Ausbildung werden die Teilnehmenden zu Experten ihrer eigenen Erfahrung und zu kompetenten Akteuren innerhalb des psychiatrischen Systems. Nicht zuletzt lernen die Teilnehmenden ihre persönlichen Stärken und Ressourcen besser kennen und zu nutzen.
Die Bezeichnung EX-IN-Genesungsbegleiter*in oder EX-IN-Erfahrungsexpert*in steht für eine Person, die in der Rolle eines Patienten selbst in psychiatrischer Behandlung war und eine Ex-In-Schulung abgeschlossen hat. In dieser neuen Rolle helfen sie anderen Menschen durch ihre Krisen hindurch.

## Geschichte
Die Einbeziehung therapieerfahrener Patienten in die Behandlung anderer Patienten geht auf Ideen der 1980er Jahre in Großbritannien und den Niederlanden zurück. Auch Norwegen blickt auf eine längere Tradition dieses Ansatzes zurück, wenn auch nicht auf psychiatrischem Gebiet, sondern auf dem körperlicher Behinderungen. Hier ist häufig auch die Rede von Peer Support bzw. Peer Counseling.
Zwischen 2005 und 2007 entwickelte die EU im Rahmen des Berufsbildungsprogramms Leonardo da Vinci die Grundlage für das europaweite Projekt. Neben Deutschland waren Großbritannien, die Niederlande, Norwegen, Slowenien und Schweden beteiligt. Mittlerweile gibt es in Deutschland zahlreiche weitere lokale Einrichtungen und Vereine mit Ex-In-Projekten, die die Idee stärken und Kurse anbieten.

## Ausbildungsablauf

### Methode der Vermittlung
Das Ausbildungsprogramm der meisten Anbieter sieht vor, dass ein Moderatorenteam aus zwei zertifizierten Trainern mit unterschiedlichen Erfahrungshintergründen – Psychiatrie-Erfahrung, Profi-Erfahrung, Angehörigen-Erfahrung – den Kurs gemeinsam leitet.
Die Moderatoren stellen in jedem Modul die Modelle und Themen vor. Danach gehen die Teilnehmer in die Selbstreflexion zum Thema und formulieren ihre Ideen und Ansätze für sich selbst, das „Ich-Wissen“. In einer Partner- oder Gruppenarbeit werden diese individuellen Ideen zusammengetragen und weiterentwickelt. Es entsteht meist eine grafische Umsetzung bzw. Zusammenfassung der Ideen, die anschließend in der Teilnehmergruppe vorgestellt werden, das "Wir-Wissen".

### Module
Ein Ausbildungskurs im Sinne des Projektes besteht aus zwölf dreitägigen Modulen, die jeweils 22 Unterrichtsstunden zu je 45 Minuten umfassen.
- Förderung von Gesundheit und Wohlbefinden (Salutogenese)
- Empowerment in Theorie und Praxis
- Erfahrung und Teilhabe
- Trialog
- Perspektiven und Erfahrungen von Genesung (Recovery)
- Unabhängige Fürsprecher in der Psychiatrie
- Selbsterforschung
- Assessment (Ganzheitliche Bestandsaufnahme)
- Begleiten und Unterstützen
- Krisenintervention
- Lernen und Lehren

Zur Ausbildung gehören außerdem Praktika und ein Portfolio mit individueller Bestandsaufnahme und Zukunftsplanung.

## Einsatzgebiete
Die Einbeziehung der Erfahrungsexperten in der psychiatrischen Betreuung ist politisch gewollt und wird von Interessenverbänden eingefordert. Es werden zunehmend Einsatzbereiche für Genesungsbegleiter geschaffen. Viele Institutionen, von Kliniken über sozial-psychiatrische Zentren bis hin zu Forschungseinrichtungen erkennen den Nutzen des Erfahrungswissens und integrieren Genesungsbegleiter in ihre Angebote.

## Organisationen rund um EX-IN
Verschiedene Organisationen sorgen in Deutschland dafür, dass die Idee des Ex-In weitergetragen wird. Dabei sind regionale und überregionale Interessenvertretungen genau so wichtig, wie Anbieter der Ausbildungen und potentielle Arbeitgeber. Auf den Seiten der Interessenvertretungen bzw. ihrer Landesgesellschaften sind aktuelle Ausbildungsmöglichkeiten veröffentlicht.

### Länder / siehe auch Weblinks
EX-IN Experten durch Erfahrung in der Psychiatrie
- Deutschland
  - EX-IN Deutschland e.V. (Dachverband, ex-in.de)
Länder – siehe Weblinks > Standorte
  - EX-IN LebensART, seit 2010 maßgeblich an der Verbreitung und Verstetigung von EX-IN beteiligt, fungiert als eigenständiger Anbieter von Kursen
- Österreich
  - EX-IN Österreich, Verein EX-IN Österreich (ex-in.at)
- Schweiz
  - EX-IN Schweiz, Verein EX-IN Schweiz c/o Stiftung Battenberg (ex-in-schweiz.ch)